# Universidad de Tilburg
La Universidad de Tilburg (en inglés: Tilburg University) es una universidad pública Neerlandesa especializada en los campos de la Administración, Artes, Ciencias Sociales, Derecho, Economía y Humanidades, localizada en la ciudad de Tilburg, parte de la provincia de Brabante Septentrional, en el sur de los Países Bajos.
La institución se ha ganado una reputación tanto en investigación como en docencia a nivel mundial. 
En el ámbito de publicaciones académicas, Research Papers in Economics clasificó a su Facultad de Economía y Administración de Empresas como el 23.er departamento de investigación más productivo del mundo y el 6.º de Europa. Según al Ranking Shanghái 2020, la Universidad de Tilburg ocupa el 6° lugar en el campo de Administración de Empresas y el 26° en Finanzas en todo el mundo. En derecho, la Universidad de Tilburg obtiene el lugar 28° del mundo y 2° en los Países Bajos de acuerdo a la clasificación académica de universidades del THE 2021.

## Historia
La Universidad fue fundada en 1927. En un principio fue exclusivamente una escuela de Administración y Dirección de Empresas. Posteriormente, se fueron incorporando facultades como la de Derecho (establecida en 1963), Ciencias Sociales y del Comportamiento (También en 1963), Teología y Filosofía (1967) y por último, la escuela de Arte (1981).
A pesar del crecimiento de las demás facultades, Administración y Dirección de Empresas se mantiene a día de hoy como la mayor de todas las que componen la universidad por número de alumnos. 

## Datos relevantes
La población estudiantil del campus está compuesta por 17.378 alumnos. Esta cifra es significativa si se tiene en cuenta que la población total de la ciudad supera por muy poco los 200.000 habitantes.
Aproximadamente un 18 % de la población estudiantil está compuesta por alumnos de origen extranjero. Este colectivo está formado tanto por estudiantes permanentes (que inician y terminan sus estudios en la universidad) como por estudiantes de intercambio. Cabe destacar al respecto que la Universidad de Tilburg acoge todos los años un importante contingente de estudiantes de otros países de Europa en virtud al Programa Erasmus de intercambio de estudiantes.
Conjuntamente con la Universidad Técnica de Eindhoven, la Universidad de Tilburg ha desarrollado una escuela de negocios, denominada TIAS, que el año 2020 alcanzó el puesto #32 entre las escuelas de negocios de Europa y su MBAs Ejecutivo ocupa el puesto #69 en el ranking mundial que elabora Financial Times.

## Rankings
La Universidad de Tilburg es una universidad especializada y tiene un fuerte enfoque en Administración, Artes, Ciencias Sociales, Derecho, Economía y Humanidades. En 2021, tres importantes rankings universitarios (QS World University Ranking, THE World University Rankings y US News Best Global Universities) incluyeron a Tilburg entre las 40 mejores del mundo y las 10 mejores de Europa en el campo de la Economía.
Tilburg ocupa el puesto 20 a nivel mundial y 6.º en Europa en el campo de Economía y Negocios, según el ranking US News 2021.  De acuerdo al ranking Times Higher Education, Tilburg es clasificada en el puesto 37 en Economía y Negocios, mientras que el ranking Shanghái la cataloga como la sexta mejor universidad en Administración de Empresas, 26 en Finanzas y 37 en Gestión en todo el mundo.
Según el ranking THE, Tilburg está posicionada dentro de las 50 mejores universidades en Derecho (28°) y Psicología (50°). También destaca en Ciencias Sociales (101-125°), Artes y Humanidades (101-125°) y Educación (Top 250). Por su parte, el ranking QS la posiciona como una de las mejores universidades en Estadística (Top 150) y Sociología (Top 200). 
A su vez, su escuela de negocios TIAS destaca en numerosos rankings:
- 32 de Europa según el ranking de Financial Times 2020.
- 69 del mundo en el programa EMBA según el ranking de Financial Times 2020.
- 49 del mundo en el programa EMBA según el ranking QS Global Executive MBA 2020.[34]
- 65 del mundo en el programa EMBA según el ranking THE Economist 2020.[35]
- 1.ª en los Países Bajos y en Benelux en su programa Full Time MBA de acuerdo a The Economist 2021.[36]
- 76 en el mundo en su programa MBA según el ranking The Economist 2021.[36]
- 1.ª en los Países Bajos en su programa MBA de acuerdo al ranking de la revista Elsevier 2018.[37]

## Exalumnos destacados
- Axel A. Weber - Economista, profesor y banquero Alemán, presidente del grupo UBS AG
- Eugene Holiday - Primer Gobernador de Sint Maarten
- Fatma Koşer Kaya - Política Neerlandesa
- Jackie Groenen - Futbolista Neerlandesa
- Jonathan Malagón - Ministro de Vivienda, Ciudad y Territorio de Colombia
- Servais Knaven - Ciclista Neerlandés
- Ralph Hamers - CEO del grupo UBS AG
- Attje Kuiken - Política Neerlandesa
- Henry Mora Jiménez - Economista, académico y político Costarricense
- Roxanne Cheesman - Economista e historiadora Peruana
- Henry Neijhorst - Economista y ex primer ministro de Surinam
- Amina Abubakar - Profesora Keniata de Psicología y Salud Pública en la Universidad de Pwani de Kenia